# Liste der Monuments historiques in Brouvelieures
Die Liste der Monuments historiques in Brouvelieures führt die Monuments historiques in der französischen Gemeinde Brouvelieures auf.

## Liste der Immobilien
| Bezeichnung    | Beschreibung    | Standort                                                    | Kennzeichnung | Schutzstatus | Datum | Bild           |
| -------------- | --------------- | ----------------------------------------------------------- | ------------- | ------------ | ----- | -------------- |
| Friedhofskreuz | bezeichnet 1788 | Rue de l’Hôtel de Ville, auf dem ehemaligen Friedhof (Lage) | PA00107097    | Inscrit      | 1937  | weitere Bilder |

## Liste der Objekte
| Bezeichnung            | Beschreibung                                           | Standort                                           | Kennzeichnung | Schutzstatus | Datum | Bild |
| ---------------------- | ------------------------------------------------------ | -------------------------------------------------- | ------------- | ------------ | ----- | ---- |
| Hauptaltar             | Holz, vergoldet, 18. und 19. Jahrhundert               | in der Kirche Exaltation-de-la-Sainte-Croix (Lage) | PM88000079    | Classé       | 1965  |      |
| Gemälde Christi Geburt | Ölfarbe auf Holz, um 1630, Claude Bassot zugeschrieben | in der Kirche Exaltation-de-la-Sainte-Croix (Lage) | PM88000078    | Classé       | 1951  |      |